# Landtagswahl im Saarland 2012
- Linke: 9
- SPD: 17
- Grüne: 2
- Piraten: 4
- CDU: 19

- Regierung: 36
- Opposition: 15

Die Wahl zum 15. saarländischen Landtag fand am 25. März 2012 statt. Nach der Aufkündigung der seit 2009 regierenden Jamaika-Koalition durch Ministerpräsidentin Annegret Kramp-Karrenbauer und darauf folgenden, gescheiterten Verhandlungen über eine Große Koalition löste sich der Landtag am 26. Januar 2012 auf, um den Weg für vorzeitige Neuwahlen frei zu machen.
Als stärkste Kraft ging die CDU von Ministerpräsidentin Kramp-Karrenbauer aus der Wahl hervor, gefolgt von der SPD und der Linken. Im Vergleich zur Wahl 2009 konnte die SPD mit Gewinnen von 6,1 Prozentpunkten ihr Ergebnis deutlich verbessern. Der Piratenpartei, die erstmals zu einer Landtagswahl im Saarland antrat, gelang mit 7,4 % der Stimmen aus dem Stand der Einzug in den Landtag und somit zum ersten Mal in das Landesparlament eines deutschen Flächenstaates. Verlierer der Wahl waren die FDP (−8,0 Prozentpunkte) und die Linke (−5,2 Prozentpunkte). Die FDP scheiterte mit 1,2 % deutlich an der 5-Prozent-Hürde, womit sie hinter die Familien-Partei rutschte, und war im 15. saarländischen Landtag nicht mehr vertreten. Die Grünen verzeichneten erstmals seit vier Jahren (Bürgerschaftswahl in Hamburg 2008) bei einer Landtagswahl Verluste (−0,9 Prozentpunkte) und zogen mit 5,0 % nur sehr knapp wieder in den saarländischen Landtag ein.

## Wahlergebnis
Die Landeswahlleiterin gab das endgültige amtliche Endergebnis bekannt:
|                    | Stimmen 2012 | Prozent 2012 | Diff. zu 2009 (%-Pkt.) | Mandate 2012 | Diff. zu 2009 |
| ------------------ | ------------ | ------------ | ---------------------- | ------------ | ------------- |
| Wahlberechtigte    | 797.512      |              |                        |              |               |
| Wähler             | 491.591      | 61,6         | −6,0                   |              |               |
| Ungültige          | 10.297       | 2,1          | +0,4                   |              |               |
| Gültige            | 481.294      | 97,9         | −0,4                   |              |               |
| CDU                | 169.617      | 35,2         | +0,7                   | 19           | 0             |
| SPD                | 147.170      | 30,6         | +6,0                   | 17           | +4            |
| LINKE              | 77.612       | 16,1         | −5,1                   | 9            | −2            |
| PIRATEN            | 35.656       | 7,4          | +7,4                   | 4            | +4            |
| GRÜNE              | 24.252       | 5,0          | −0,9                   | 2            | −1            |
| FAMILIE            | 8.394        | 1,7          | −0,3                   | —            | —             |
| FDP                | 5.871        | 1,2          | −8,0                   | —            | −5            |
| NPD                | 5.606        | 1,2          | −0,3                   | —            | —             |
| FREIE WÄHLER       | 4.173        | 0,9          | +0,1                   | —            | —             |
| Die PARTEI         | 2.222        | 0,5          | +0,5                   | —            | —             |
| Direkte Demokratie | 721          | 0,1          | +0,1                   | —            | —             |

## Ausgangslage
Die vorgezogene Neuwahl wurde von CDU-Ministerpräsidentin Annegret Kramp-Karrenbauer am 19. Januar 2012 angekündigt, nachdem sie das Regierungsbündnis zwischen ihrer Partei, der FDP und den Grünen aufgekündigt hatte.

## Parteien und Kandidaten
Folgende Parteien wurden von der Landeswahlleiterin bzw. den Kreiswahlleitern zugelassen:
| Partei                                                                                        | Kürzel             | Wahlkreis- listen | Mitglieder | Ergebnis 2009 | Gründung | Spitzenkandidat            |
| --------------------------------------------------------------------------------------------- | ------------------ | ----------------- | ---------- | ------------- | -------- | -------------------------- |
| Christlich Demokratische Union Deutschlands                                                   | CDU                | 3                 | 19.000     | 34,5 %        | 1955     | Annegret Kramp-Karrenbauer |
| Sozialdemokratische Partei Deutschlands                                                       | SPD                | 3                 | 21.000     | 24,5 %        | 1955     | Heiko Maas                 |
| Die Linke                                                                                     | DIE LINKE          | 3                 | 2.400      | 21,3 %        | 2007     | Oskar Lafontaine           |
| Freie Demokratische Partei                                                                    | FDP                | 3                 | 1.500      | 9,2 %         | 1955     | Oliver Luksic              |
| Bündnis 90/Die Grünen                                                                         | GRÜNE              | 3                 | 1.400      | 5,9 %         | 1979     | Simone Peter               |
| Familien-Partei Deutschlands                                                                  | FAMILIE            | 3                 | 150        | 2,0 %         | 1989     | Roland Körner              |
| Nationaldemokratische Partei Deutschlands                                                     | NPD                | 3                 | 100        | 1,5 %         | 1964     | Frank Franz                |
| Freie Wähler                                                                                  | FREIE WÄHLER       | 3                 | 70         | —             | 2011     | Bernd Richter              |
| Initiative Direkte Demokratie                                                                 | DIREKTE DEMOKRATIE | 1                 | 60         | —             | 2012     | Michael Elicker            |
| Partei für Arbeit, Rechtsstaat, Tierschutz, Elitenförderung und basisdemokratische Initiative | Die PARTEI         | 2                 | 87         | —             | 2012     | Alexander Senzig           |
| Piratenpartei Deutschland                                                                     | PIRATEN            | 3                 | 385        | —             | 2009     | Jasmin Maurer              |

Die zuvor nicht im Landtag vertretenen Parteien hatten zur Zulassung pro Wahlkreis 300 Unterstützerunterschriften vorzulegen.

## Umfragen
Umfragen vor der Wahl prognostizierten ein Kopf-an-Kopf-Rennen zwischen der regierenden CDU und der oppositionellen SPD, die im Vergleich zur letzten Landtagswahl knapp zehn Prozentpunkte zulegen könnte. Trotz des Bruchs der Jamaika-Koalition sagte die Meinungsforschung kaum Verluste oder gar leichte Gewinne für die Christdemokraten voraus, während die ehemaligen Koalitionspartner FDP und Bündnis 90/Die Grünen um den Einzug in das Parlament fürchten müssten. Auch für Die Linke wurden stärkere Verluste prognostiziert, den Status als drittstärkste Kraft im Landtag sah man aber nicht als gefährdet an. Den Piraten wurden bereits gute Chancen eingeräumt, erstmals in den Landtag einziehen zu können. Nachdem Kramp-Karrenbauer und SPD-Oppositionsführer Maas bereits angekündigt hatten, nach der Wahl eine Große Koalition bilden zu wollen, richtete sich das Interesse schließlich auf das Abschneiden von CDU und SPD und den daraus entstehenden Anspruch, in dem anvisierten Regierungsbündnis den Ministerpräsidenten zu stellen.
Folgende Wahlabsichten wurden nach der Aufkündigung der schwarz-gelb-grünen Koalition durch Annegret Kramp-Karrenbauer (CDU) erhoben. Für die Sonntagsfrage gaben die Demoskopen demnach folgende Anteile an:
| Institut                | Datum      | CDU  | SPD  | LINKE | FDP | GRÜNE | PIRATEN | Sonstige |
| ----------------------- | ---------- | ---- | ---- | ----- | --- | ----- | ------- | -------- |
| Forschungsgruppe Wahlen | 16.03.2012 | 34 % | 34 % | 15 %  | 2 % | 5 %   | 6 %     | 4 %      |
| Infratest dimap         | 15.03.2012 | 33 % | 33 % | 16 %  | 3 % | 5 %   | 6 %     | 4 %      |
| Forsa                   | 09.03.2012 | 35 % | 37 % | 14 %  | 1 % | 4 %   | 5 %     | 4 %      |
| Infratest dimap         | 23.02.2012 | 35 % | 36 % | 15 %  | 2 % | 4 %   | 5 %     | 3 %      |
| Emnid                   | 27.01.2012 | 36 % | 36 % | 15 %  | 2 % | 5 %   | 4 %     | 2 %      |
| Forschungsgruppe Wahlen | 26.01.2012 | 34 % | 38 % | 13 %  | 2 % | 6 %   | 5 %     | 2 %      |

Für die Frage, wen die Saarländer direkt zum Ministerpräsidenten wählen würden, gaben die Demoskopen folgende Ergebnisse an:
| Institut                | Datum      | Kramp-Karrenbauer | Maas | Lafontaine | weder noch | weiß nicht |
| ----------------------- | ---------- | ----------------- | ---- | ---------- | ---------- | ---------- |
| Infratest dimap         | 25.03.2012 | 46 %              | 42 % | —          | —          | —          |
| Forschungsgruppe Wahlen | 25.03.2012 | 40 %              | 45 % | —          | —          | —          |
| Forschungsgruppe Wahlen | 16.03.2012 | 42 %              | 41 % | —          | 8 %        | 9 %        |
| Infratest dimap         | 15.03.2012 | 38 %              | 38 % | —          | 14 %       | 10 %       |
| Forsa                   | 09.03.2012 | 36 %              | 33 % | 14 %       | 17 %       | —          |
| Infratest dimap         | 23.02.2012 | 42 %              | 43 % | —          | 7 %        | 8 %        |
| Emnid                   | 27.01.2012 | 40 %              | 42 % | —          | —          | —          |
| Forschungsgruppe Wahlen | 26.01.2012 | 40 %              | 43 % | —          | 7 %        | 10 %       |

## Regierungsbildung
Bereits vor der Wahl hatten CDU und SPD bekannt gegeben, nach der Wahl koalieren zu wollen – dann mit geklärten politischen Verhältnissen. Sechs Wochen nach der Wahl einigten sich die beiden Parteien auf einen Koalitionsvertrag und wählten am 9. Mai 2012 die CDU-Landesvorsitzende und Wahlsiegerin Kramp-Karrenbauer geschlossen zur Ministerpräsidentin dieser Großen Koalition.
Hauptartikel: Kabinett Kramp-Karrenbauer II
Am 9. Mai 2012 wählte der Landtag mit den Stimmen der Großen Koalition die CDU-Landesvorsitzende und Wahlsiegerin Kramp-Karrenbauer geschlossen zur Ministerpräsidentin zusammen mit ihrem Kabinett Kramp-Karrenbauer II.

## Klage gegen die Fünf-Prozent-Hürde
Die zur Wahl antretende Kleinpartei Initiative Direkte Demokratie forderte am 15. März 2012, die Fünf-Prozent-Hürde bei der kommenden Landtagswahl nicht mehr gelten zu lassen. Die Partei reichte beim Verfassungsgerichtshof des Saarlandes einen entsprechenden Antrag auf einstweilige Anordnung ein. Die Begründung der Partei war, dass die Fünf-Prozent-Hürde die kleinen Parteien benachteilige. Außerdem seien im Saarland auch ohne die Sperrklausel stabile politische Verhältnisse zu erwarten. Die Partei berief sich dabei auf die Begründung, die es möglich machte, dass die Sperrklausel bei der Europawahl in Deutschland seit 2011 nicht mehr gilt.
Der Verfassungsgerichtshof wies die Klage am 22. März als unbegründet zurück.
Ein Verzicht auf die Fünf-Prozent-Hürde hätte – vorausgesetzt, das Wahlverhalten wäre unter den veränderten Bedingungen dasselbe geblieben – keine Änderung der Sitzverteilung zur Folge gehabt.

## Fraktions- und Parteiwechsel nach der Wahl
Bereits vor der ersten Sitzung des Landtages gab Pia Döring, die für Die Linke in das Landesparlament gewählt worden war, bekannt, dass sie zur SPD wechseln werde. Damit verfügte die SPD über 18 Abgeordnete.
Am 26. Januar 2015 trat der Piraten-Abgeordnete Michael Neyses zu den Grünen über, so dass beide Fraktionen seitdem drei Mitglieder zählten.